# École nationale des chartes
École nationale des chartes je francuski grande école i sastavni koledž na Université PSL, specijaliziran za povijesne znanosti. Osnovano je 1821. godine. Studenti koji se zapošljavaju na natječaju i imaju status službeničkog pripravnika, nakon završene diplomskog rada stječu kvalifikaciju arhivista-paleografa. Oni općenito ostvaruju karijeru kao kustosi kulturne baštine u arhivima i vizualnim područjima, kao kustosi knjižnica ili kao predavači i istraživači u humanističkim i društvenim znanostima. 2005. godine škola je uvela i magisterije na koje su se studenti zapošljavali na temelju prijavnog portfelja, a 2011. i doktorske titule.

## Poznati maturanti
- Josip Nagy, hrvatski povjesničar

## Vanjske poveznice
- École des chartes